# Encontrabilidade
Encontrabilidade é a facilidade de se encontrar informação contida num website, tanto de fora do website (usando um mecanismo de busca) quanto por usuários já no website. Embora encontrabilidade tenha relevância fora do cenário da Word Wide Web, normalmente o termo é empregado neste contexto. Sua importância advém da primeira lei do e-commerce, que declara que "Se um usuário não pode encontrar um produto, ele não consegue comprar o produto". 
Encontrabilidade engloba aspectos de Arquitetura da Informação, desenho de interface do usuário, acessibilidade e SEO (Search Engine Optimization)

## Introdução
Encontrabilidade é similar à capacidade de descoberta, que é definida como a habilidade de alguma coisa, especialmente informação, ser encontrado. Os termos são semelhantes, mas não são a mesma coisa. Encontrabilidade tem a ver com encontrar alguma coisa em um lugar provável. Já a descoberta é a capacidade de se encontrar algo novo ou em um lugar inesperado. 
Mark Baker, o autor de "Every Page is Page One", menciona que encontrabilidade é um problema de conteúdo e não um problema de pesquisa. Ainda que o conteúdo certo esteja presente, os usuários acabam frequentemente se encontrando no lugar errado no website. Ele ainda acrescenta que nós precisamos focar em reduzir o esforço de encontrar aquilo que um usuário poderia encontrar por si mesmo.

## Histórico
Imagina-se que Heather Lutze tenha criado o termo no início dos anos 2000, mas a popularização do termo encontrabilidade para a Web é creditada a Peter Morville. Em 2005 ele descreveu o termo como: " a habilidade de usuários identificar um website apropriado e navegar as páginas do site para descobrir e recuperar informação relevante". Alkis Papadopoullos escreveu um artigo em 2005 chamado "Findability".

## Encontrabilidade Externa
Encontrabilidade externa é o domínio do Merketing Digital e do SEO (Search Engine Optimization) e tem a ver com:
1 - Indexação da página para mecanismos de busca
2 - Descrição da página em resultados de busca
3 - Palavras chave

## Encontrabilidade Interna
Encontrabilidade on-site ou Interna está preocupada na habilidade de um cliente potencial encontrar o que ele está procurando dentro de um website específico. Mais de 90% dos usuários utilizam pesquisa interna ao invés de ficarem navegando pelo site. E destes, apenas 50% deles encontram o que estão procurando. Melhorar a qualidade destas bucas é o objetivo da encontrabilidade.
Diferentes fatores afetam a encontrabilidade:
1 - Se os usuários não encontram o que estão procurando, a tendência é que eles abandonem o site ao invés de ficar navegando pelas páginas
2 - A experiência do usuário pode melhorar se ele encontrar objetos relacionados e sugestões
3 - O projeto do site, como está a interface, facilidade de uso e conteúdo influenciam na permanência do usuário no site